# Кулікув (Люблінське воєводство)
Кулікув (пол. Kulików) — село в Польщі, у гміні Сулув Замойського повіту Люблінського воєводства.
Населення — 90 осіб (2011).
У 1975-1998 роках село належало до Замойського воєводства.

## Демографія
Демографічна структура станом на 31 березня 2011 року:
|          | Загалом | Допрацездатний вік | Працездатний вік | Постпрацездатний вік |
| -------- | ------- | ------------------ | ---------------- | -------------------- |
| Чоловіки | 38      | 8                  | 26               | 4                    |
| Жінки    | 52      | 9                  | 22               | 21                   |
| Разом    | 90      | 17                 | 48               | 25                   |